# ایرینتسی
ایرینتسی (به لاتین: Irinetsi) یک منطقهٔ مسکونی در بلغارستان است که در تریاونا واقع شده‌است.